# کودئینون
کودئینون (به انگلیسی: Codeinone) یک ترکیب شیمیایی با شناسه پاب‌کم ۵۴۵۹۹۱۰ است. که جرم مولی آن ۲۹۷٫۳۵ g/mol می‌باشد.